# Erdenetsogt
Erdenetsogt (tiếng Mông Cổ: Эрдэнэцогт) là một sum của tỉnh Bayankhongor ở miền nam Mông Cổ. Vào năm 2006, dân số của sum là 4.235 người.

## Địa lý
Sum có diện tích khoảng 4.100 km2. Trung tâm sum, Erdenetsogt, nằm cách tỉnh lỵ Bayankhongor 29 km và thủ đô Ulaanbaatar 659 km.

### Khí hậu
Erdenetsogt có khí hậu cận Bắc Cực. Nhiệt độ trung bình hàng năm ở khu vực này là -2 °C. Tháng ấm nhất là tháng 6, khi nhiệt độ trung bình là 15 °C và lạnh nhất là tháng 1, với -22 °C. Lượng mưa trung bình hàng năm là 363 mm. Tháng ẩm ướt nhất là tháng 7, với lượng mưa trung bình là 94 mm, và khô nhất là tháng 1, với 2 mm.

## Kinh tế
Sum có một trường học, bệnh viện và khu dịch vụ.